# Esperiopsidae
Esperiopsidae é uma família de esponjas marinhas da ordem Poecilosclerida.

## Gêneros
- Amphilectus Vosmaer, 1880
- Esperiopsis Carter, 1882
- Semisuberites Carter, 1877
- Ulosa de Laubenfels, 1936